# M 100 (галактика)
Messier 100 (Мессье́ 100, M 100, другие обозначения — NGC 4321, IRAS12204+1605, UGC 7450, ZWG 99.30, MCG 3-32-15, VCC 596, KUG 1220+160, PGC 40153) — спиральная галактика с перемычкой (SBbc) в созвездии Волосы Вероники.

## Характеристики
Галактика находится на расстоянии 55 миллионов световых лет от Солнца. Она содержит более 100 миллиардов звёзд, и по своему типу напоминает наш Млечный Путь. Галактика довольно хорошо изучена, ей посвящено множество научных работ. Астрономами выполнена номенклатура[уточнить] 411 объектов в системе M 100.
Весной 1994 года телескоп Хаббл производил поиск в галактике цефеид. Было найдено 20 экземпляров. На тот момент M 100 была самой далекой галактикой, в которой нашли цефеиды.
Начиная с 1901 года, в M 100 было зарегистрировано семь вспышек сверхновых: SN 1901B, SN 1914A, SN 1959E, SN 1979C, SN 2006X, SN 2019ehk, SN 2020oi.
M 100 относится к так называемым «галактикам с вереницами» (длинными прямыми изолированными отрезками спиральных рукавов), которые выделил Б. А. Воронцов-Вельяминов. «Вереницы» в ней довольно размыты и выглядят как распрямлённые участки двух главных рукавов. В наиболее крупной из них на внутренней стороне видны две длинные линейные пылевые структуры.

## Использование М100 в популяризации астрономии
Именно М100 была использована в качестве объекта, демонстрирующего успехи космического телескопа «Хаббл» после нескольких сервисных миссий. Первую сравнительную фотографию НАСА представило в 1993 году после первой сервисной миссии SM-1.

Местоположение SN 1979C и SN 2006X. Снимок в рентгеновском диапазоне.
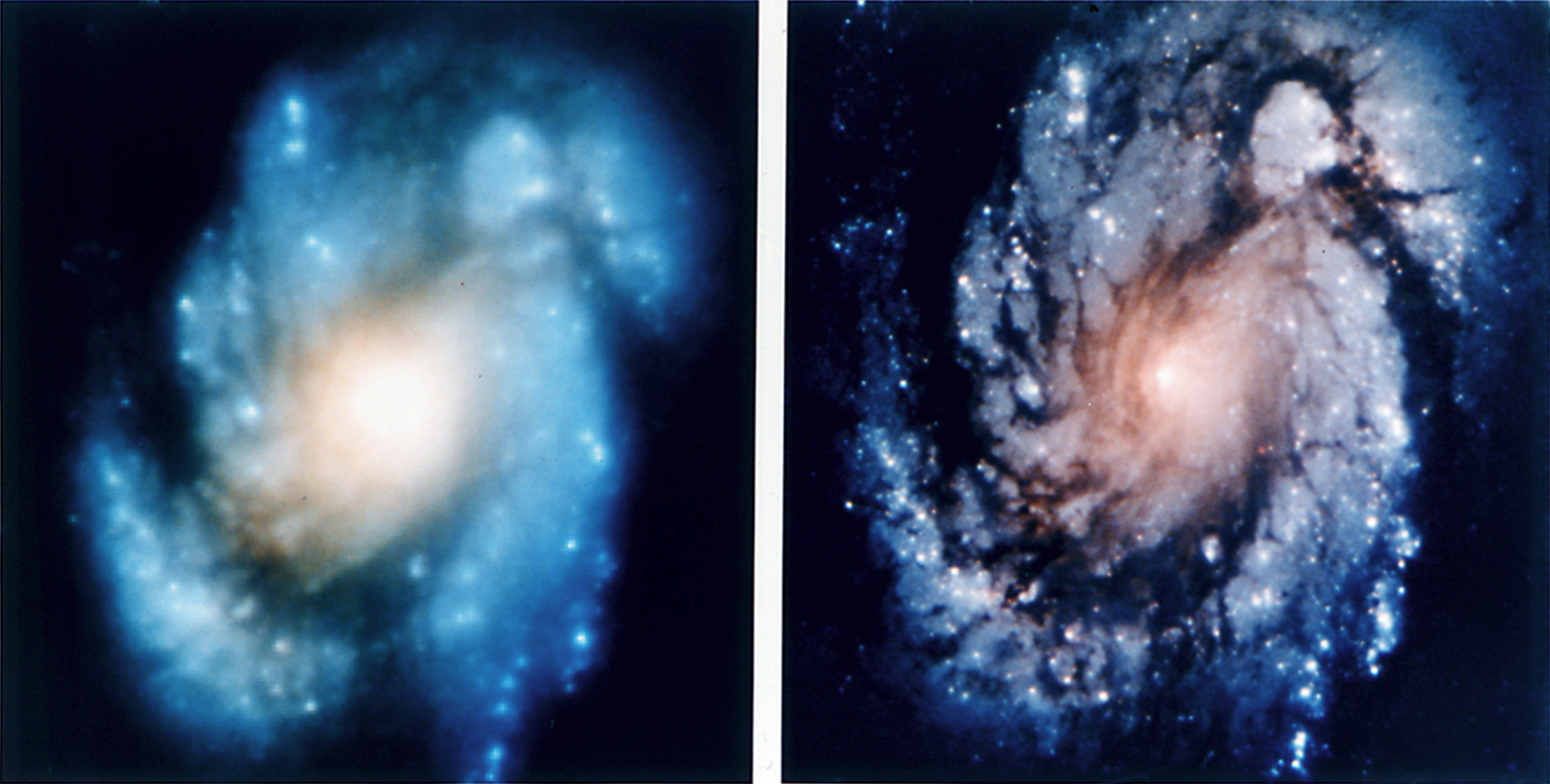
Изображения галактики М 100, сделанные до и после ремонта «Хаббла».